# Deutsches Zentrum für Hochschul- und Wissenschaftsforschung
Das Deutsche Zentrum für Hochschul- und Wissenschaftsforschung GmbH (DZHW) mit Sitz in Hannover ist eine von Bund und Ländern geförderte Einrichtung, die wissenschaftliche Analysen und forschungsbasierte Dienstleistungen im Bereich des Hochschulwesens erbringt.

## Beschreibung
Das DZHW ging am 1. September 2013 durch Ausgründung aus der Hochschul-Informations-System (HIS) GmbH hervor und hat 192 Mitarbeiterinnen und Mitarbeiter (Stichtag: 6. Juni 2018) in den Abteilungen „Bildungsverläufe und Beschäftigung“, „Forschungssystem und Wissenschaftsdynamik“, „Governance in Hochschule und Wissenschaft“, „Infrastruktur und Methoden“ sowie „Zentrale Dienste und Verwaltung“. Wissenschaftliche Geschäftsführerin des DZHW ist Monika Jungbauer-Gans. Das DZHW wird von Langzeitstudien zu Studienberechtigten, Studienanfänger(inne)n, Studierenden und Hochschulabsolvent(inn)en sowie den wissenschaftlichen Untersuchungen in den Themengebieten Hochschulsteuerung und -finanzierung geprägt.
Das DZHW ist auch in der universitären Lehre aktiv: mit der Leibniz-Universität Hannover betreibt das DZHW den Masterstudiengang „Wissenschaft und Gesellschaft“.

### Geschichte
Die Vorläuferorganisation, das Hochschul-Informations-System (HIS GmbH), wurde 1969 als Projekt der Stiftung Volkswagenwerk gegründet. Ziel war es damals im Zuge der Bildungsexpansion, einen Dienstleister für die staatliche zentrale Hochschulstrukturplanung und für die Hochschulverwaltungen aufzubauen. Eine Kernaufgabe der HIS GmbH bestand daher in der Bereitstellung von Informationen über die Nachfrage- und Bedarfsentwicklung an Hochschulstudienplätzen als Ergänzung zu den Daten der amtlichen Statistik. Denn nur auf dieser Grundlage konnte der im gesellschaftlichen Konsens beschlossene Ausbau des Hochschulwesens mit einer deutlichen Erhöhung der Studierendenzahlen und einer dafür erforderlichen Infrastruktur realisiert werden.
1976 ging die HIS GmbH in die öffentliche Trägerschaft von Bund und Ländern über. Dieses Datum markiert gleichzeitig den innerinstitutionell manifestierten Ursprung der Hochschulforschung in der eigens gebildeten Abteilung „Kapazitäts- und Organisationsuntersuchungen“. Mit der Deutschen Wiedervereinigung und dem Beitritt der neuen Länder als Gesellschafter der HIS GmbH entstand 1991 durch Übernahme eines Teils der Mitarbeiter des Zentralinstituts für Jugendforschung der DDR in Leipzig eine Außenstelle, die bis heute Bestand hat. Ab 1998 drückten sich die Forschungsschwerpunkte der Hochschulforschung in der neuen Bezeichnung der Abteilung aus: Studentenforschung, Organisation von Studium und Lehre, Hochschulsteuerung und -finanzierung.
Am 1. September 2010 erfolgte die Gründung des HIS-Instituts für Hochschulforschung (HIS-HF) als Teil der HIS Hochschul-Informations-System GmbH. Mit der Institutsgründung sollte die bereits in den Jahren zuvor eingeleitete Stärkung des Forschungsprofils nach außen dokumentiert werden. Das DZHW wurde am 1. September 2013 durch Ausgliederung des HIS-Instituts für Hochschulforschung gemeinsam mit der HIS-Abteilung Hochschulentwicklung aus der HIS GmbH gegründet.
Die Gründung des DZHW wurde Ende Juni 2013 von der Gemeinsamen Wissenschaftskonferenz (GWK) von Bund und Ländern beschlossen.
Am 1. Januar 2015 wurde die Abteilung „Hochschulentwicklung“ in das HIS-Institut für Hochschulentwicklung (HIS-HE) überführt. Das HIS-HE besteht in der Rechtsform eines Vereins weiter. Am 1. Januar 2016 wurde das in Berlin ansässige Institut für Forschungsinformation und Qualitätssicherung (iFQ) als Abteilung "Forschungssystem und Wissenschaftsdynamik" in das DZHW integriert. Das DZHW hat neben der Berliner Außenstelle noch eine zweite, kleinere Außenstelle an der Universität Leipzig, an der ein Teil der Mitarbeiter der Abteilung "Bildungsverläufe und Beschäftigung" tätig ist.

### Aufgaben
Das DZHW erfüllt primär drei Aufgaben:
1. Das Zentrum führt Forschungsvorhaben und Datenerhebungen nach wissenschaftlichen Qualitätsstandards in der Hochschul- und Wissenschaftsforschung durch.
2. Daneben erbringt das Zentrum forschungsbasierte Dienstleistungen für die Hochschul- und Wissenschaftspolitik.
3. Mit dem Forschungsdatenzentrum für Hochschul- und Wissenschaftsforschung (FDZ-DZHW) stellt das Zentrum ebenfalls eine Dienstleistung im Bereich der Forschungsdateninfrastruktur bereit. Das im Juni 2017 eröffnete FDZ-DZHW macht die Daten des Zentrums und anderer datenerhebender Einrichtungen für die wissenschaftliche Gemeinschaft verfügbar.[7]

### Organisation
Das DZHW besteht seit dem 1. Januar 2016 aus fünf Abteilungen. Diese Untergliederung ergibt sich aus den jeweiligen Forschungs- bzw. Arbeitsschwerpunkten:
- Bildungsverläufe und Beschäftigung
- Forschungssystem und Wissenschaftsdynamik
- Governance in Hochschule und Wissenschaft
- Infrastruktur und Methoden
- Zentrale Dienste und Verwaltung